# Apam

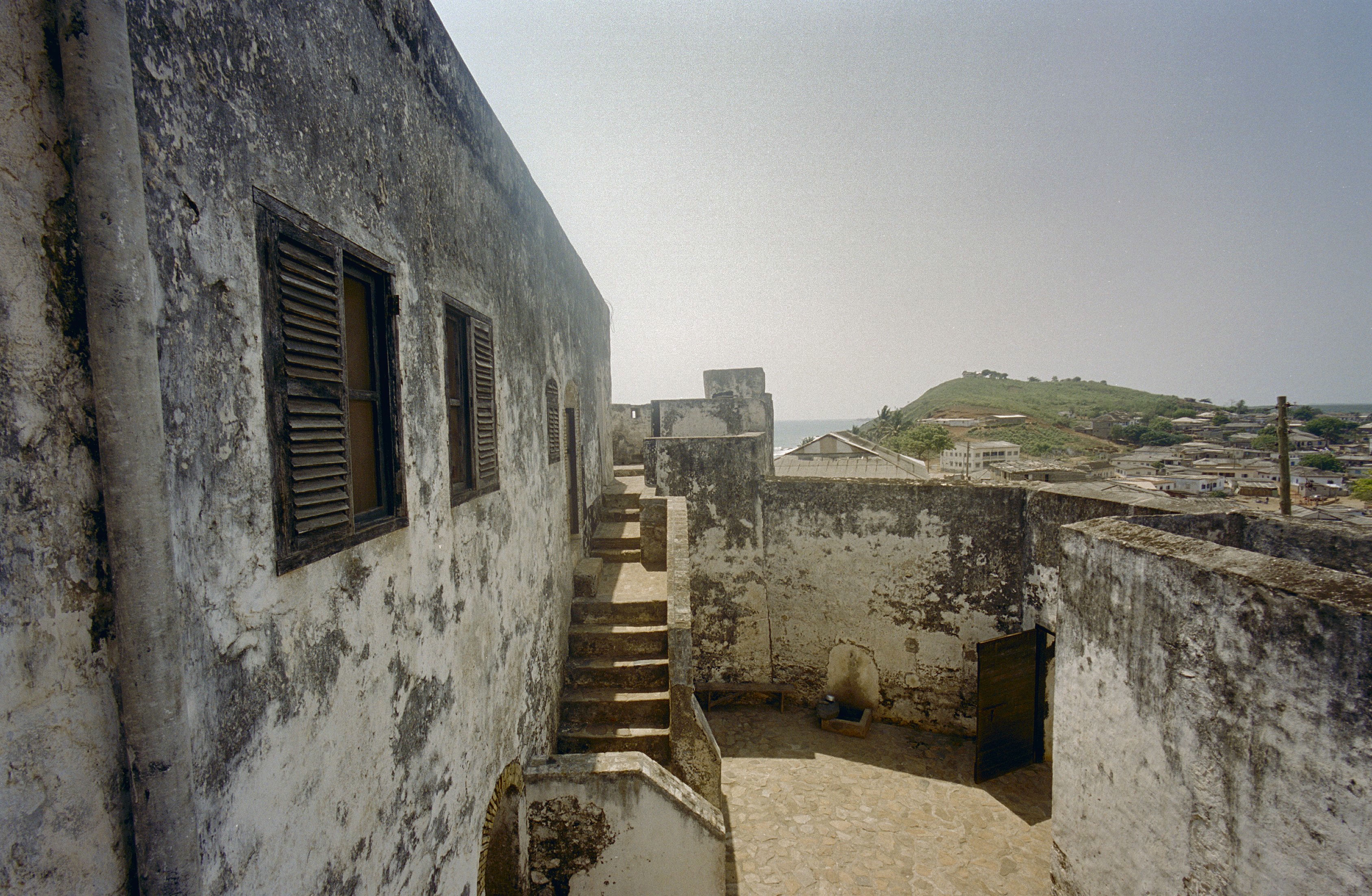
Fort Leydsaemheyt i Apam.

Apam är en ort i södra Ghana, belägen vid kusten. Den är huvudort för distriktet Gomoa West, och folkmängden uppgick till 23 588 invånare vid folkräkningen 2010. Fort Leydsaemheyt, ett fort byggt 1697-1702 av holländarna, ligger vid Apam. Apam ligger cirka 7 mil väster om Accra, och lika långt österut från Cape Coast. Winneba ligger cirka en mil österut. Viktiga näringar runt Apam är fiske och utvinning av salt.